# Brachypodium sylvaticum
Espèce
Brachypodium sylvaticum, en français le Brachypode des bois, est une espèce de plantes herbacées de la famille des Poaceae.

## Liste des sous-espèces et variétés
Selon NCBI (22 mars 2014) :
- sous-espèce Brachypodium sylvaticum subsp. glaucovirens Murb. (1891)
- variété Brachypodium sylvaticum var. breviglume
- variété Brachypodium sylvaticum var. miserum